# Parasoltræ-familien
Parasoltræ-familien (Sciadopityaceae) er en lille familie med en enkelt slægt.
| Slægter |

- Parasoltræ-slægten (Sciadopitys)